# Johan Veerman
Johan Veerman (Volendam, 1975) is  een Nederlands televisieregisseur, editor en schakeltechnicus.

## Loopbaan
Veerman werd geboren in Volendam en ging daar naar het Don Bosco College. Hij begon op 14-jarige leeftijd zijn loopbaan bij de lokale omroep RTV L.O.V.E. in Volendam. Hierna ging hij in 1994 werken als editor bij "Cinevideogroup" en richtte in 2004 zijn eigen bedrijf "Veerman Directing" op. Sinds november 2005 is hij werkzaam als schakeltechnicus en regisseur. Hij verzorgd onder meer programma's zoals Goedemorgen Nederland, Voetbal Inside, RTL Boulevard, De beste zangers van Nederland en RTL Late Night van Humberto Tan. Ook werkte hij mee aan evenementen en concerten van Jan Smit, Ali B, Xander de Buisonjé, André Rieu, Golden Earring, de vrienden van Amstel, de troonswisseling in 2013 en het huwelijk van prins Willem Alexander en prinses Maxima in 2002.

## Tv-programma's en evenementen
- De beste zangers van Nederland
- Veronica Inside
- Peptalk
- Jinek
- Sterren Muziekfeest op het Plein
- Goedemorgen Nederland
- RTL Boulevard
- Zapplive
- RTL Autovisie
- De Tafel van Kees
- Kerstfeest op het Plein
- Guido ontweekt
- UEFA Cup-finale
- KNVB Beker-finale
- Nederland zingt
- Kopspijkers
- De Wereld Draait Door
- Nationale Wetenschapsqwiz
- Pauw & Witteman
- Opium
- Vermist
- RTL Nieuws